# Veronika Lazorčáková
Veronika Lazorčáková (* 14. srpna 1988 Olomouc) je česká herečka, členka Činohry Národního divadla. Je držitelskou Ceny Thálie za rok 2016.

## Životopis.
Vystudovala šestileté česko-francouzské gymnázium v Olomouci. Již během studií pracovala ve školním divadelním kroužku, svá představení hrála ve francouzštině. Rovněž studovala hru na klavír. Od roku 2007 studovala obor činoherního herectví na Divadelní fakultě Janáčkovy akademie múzických umění v Brně, kde absolvovala v roce 2011.
V sezóně 2010/2011 nastoupila do angažmá v ostravském Národním divadle moravskoslezském. V letech 2014–2017 byla v angažmá v Divadle v Dlouhé. Od září roku 2017 je členkou Činohry Národního divadla. Jejím přítelem je herec Robert Mikluš. V roce 2019 se páru narodila dcera.

## Ocenění
- 2012 nominace na Cenu Alfréda Radoka v kategorii Talent roku
- 2016 Cena Thálie pro činoherce do 33 let.[7]
- 2019 Cena ředitele ND 2019 [8]

## Divadelní role, výběr
- 2010 Anton Pavlovič Čechov: Tři sestry, Irina, JAMU, režie Oxana Smilková
- 2011 Anja Hilling: Černé zvíře smutek, Jennifer, absolventské představení JAMU, režie Hana Mikolášková
- 2011 Terrence McNally, David Yazbek: Donaha!, Soňa, Jarkova občasná přítelkyně, Národní divadlo moravskoslezské, režie Pavel Šimák
- 2012 A. P. Čechov: Ivanov, Sáša, Národním divadlo moravskoslezské, režie Štěpán Pácl
- 2012 Milan Uhde, Miloš Štědroň: Balada pro banditu, Eržika, Národní divadlo moravskoslezské, režie Peter Gábor
- 2012 Božena Němcová, Jan Alda: Sůl nad zlato, Liběna, Národní divadlo moravskoslezské, režie Zoja Mikotová
- 2013 William Shakespeare: Sen noci svatojánské, Hermie, zamilovaná do Lysandra, Národní divadlo moravskoslezské, režie Peter Gábor
- 2013 Billy Roche: Slož mě něžně, Emer, Národní divadlo moravskoslezské, režie Janusz Klimsza
- 2013 Luigi Pirandello: Jindřich IV., Frida, její sestra (j. h.), Divadlo na Vinohradech, režie Michal Vajdička
- 2013 Alena Kastnerová, Jan Borna: O líné babičce, Maminka, Žena v burce, Fialová důchodkyně, Německá horolezkyně, Vnučka a Recepční, Divadlo v Dlouhé, režie Jan Borna, Miroslav Hanuš
- 2014 Jarmila Glazarová: Vlčí jáma, Jana, Divadlo v Dlouhé, režie Martin Františák
- 2015 Ladislav Klíma: Lidská tragikomedie, Beránková, teta Pulcova/Doubravka, dcera Kantorky, Divadlo v Dlouhé, režie Hana Burešová
- 2015 Vodňanský, Skoumal, Borna: S úsměvy idiotů, Účinkující, Divadlo v Dlouhé, režie Jan Borna, Miroslav Hanuš
- 2016 I. A. Gončarov: Oblomov, Olga, Divadlo v Dlouhé, režie Hana Burešová
- 2017 Alois Jirásek: Lucerna, Hanička, Divadlo v Dlouhé, režie Hana Burešová
- 2016 A. P. Čechov: Tři sestry, Irina, (j.h.), Národní divadlo, režie Daniel Špinar
- 2016 Jane Austenová: Pýcha a předsudek, Mary, Národní divadlo, režie Daniela Špinar
- 2017 Rebecca Lenkiewiczová: Noční sezóna, Rose Kennedyová (v alternaci s Jindřiškou Dudziakovou), Národní divadlo, režie Daniel Špinar
- 2018 J. W. Goethe: Faust, Markéta, Helena, Baucis (v alternaci s Jindřiškou Dudziakovou), Národní divadlo, režie Jan Frič
- 2018 Moira Buffiniová: Vítejte v Thébách, Antigona (v alternaci s Magdalénou Borovou), Národní divadlo, režie Daniel Špinar
- 2020 Barbara Herz, Anna Smékalová: Jenom matky vědí, o čem ten život je, účinkující, A studio Rubín, režie Barbara Herz
- 2021 Maxim Gorkij: Vassa Železnovová, Ludmila, Pavlova manželka, Národní divadlo, režie Jan Frič
- 2022 Arthur Schnitzler: Rej, Mladá dáma, Národní divadlo, režie Arthur Nauzyciel
- 2022 Ondřej Novotný: Otec hlídá dceru, Národní divadlo, režie Jan Frič
- 2023 Eurípidés: Bakchantky, Bakchantka, Národní divadlo, režie Jan Frič
- 2023 Barbara Herz: Tanec dervišů, Divadlo na cucky, režie Barbara Herz
- 2024 Kateřina Tučková: Bílá Voda, Tobie, řádová sestra, Národní divadlo, režie Michal Vajdička
- 2024 Roland Schimmelpfennig: 100 songů, Národní divadlo, režie Štěpán Gajdoš
- 2024 Maria Wojtyszko: Ještě chvilku, Rusalka,  Národní divadlo, režie Anna Klimešová
- 2025 Dmitrij Krymov: Tři mušketýři a já, Babička, Stavovské divadlo, režie Dmitrij Krymov

## Filmografie, výběr
- 2011 Tak dobrou (studentský film), role: Eliška
- 2012 Ženy, které nenávidí muže, režie Robert Sedláček, role: Barusová
- 2014 Rozsudek (TV seriál)
- 2016 Vězení, režie Damián Vondrášek
- 2016 Případ pro vraha – Uspávačka, režie Martin Dolenský, role: Jaroslava
- 2016 Já, Mattoni (TV seriál), režie Marek Najbrt
- 2017 Single Lady: Jízda v Óčku (TV seriál), režie Jitka Rudolfová, role: Lucie, Annina kamarádka
- 2018 Specialisté (TV seriál)
- 2019 Dáma a Král (TV seriál)
- 2019 Na střeše, role: prodavačka v elektru
- 2019 Poslouchej